# Qutab Minar
Qutab Minar är en minaret i den indiska huvudstaden Delhi, och tillika det högsta tornet byggt av sten i hela Indien. Tornets höjd är 72,5 meter och dess diameter är 14,3 meter. Sultanen Qutb al-Din Aibeg påbörjade bygget 1199.
Minareten ligger i anslutning till en moské i kvarteret Qutab, vid Aurobindo Marg, nära Mehrauli, 14 km söder om Connaught Place i Delhi. I området finns en rad historiska platser, bl.a. moskén Quwwat ul-Islam, en av landets äldsta moskéer, gravarna efter sultanerna Iltutmish och Alauddin Khalji och det ej färdigbyggda 25 meter höga tornet Alai Minar, ett försök av Alauddin Khalji att bygga ett dubbelt så högt torn som Quatab Minar. Bygget av Qutab Minar avslutades av sultanen Firuz Shah, som avled 1388.
År 1993 sattes minareten upp på Unescos världsarvslista.